# Кинси
Вижте пояснителната страница за други значения на Кинси.
„Кинси“ (на английски: Kinsey) е германско-американски биографичен филм от 2004 година на режисьора Бил Кондън по негов собствен сценарий.
Сюжетът представя живота на Алфред Кинси (1894 – 1956), американски биолог и един от пионерите в областта на сексологията. Главните роли се изпълняват от Лиъм Нийсън, Лора Лини, Питър Сарсгард, Крис О'Донъл.
За ролята си във филма Лора Лини е номинирана за „Оскар“ и „Златен глобус“ за поддържаща женска роля, филмът получава номинации за „Златен глобус“ и за най-добър драматичен филм, както и за главната роля на Лиъм Нийсън.